# Choi In-jeong
Choi In-Jeong (født 21. maj 1990) er en sydkoreansk fægter.  Hun repræsenterede Sydkorea under Sommer-OL 2012 i London, hvor hun vandt sølv i kvindernes hold turnering i kårde. 